# أداتا
أداتا (بالإنجليزية: ADATA)‏ (بالصينية التقليدية: 威刚 科技 股份有限公司) هي شركة تايوانية لصناعة الأجهزة والمعدات التكنولوجية و التي تأسست في مايو عام 2001 من طرف الرئيس التنفيذي لها سيمون تشن .

## التاريخ
في أيار/مايو 2001 أنشأتها سيمون تشن ، المؤسس والرئيس التنفيذي لشركة أداتا . في البداية، احتضنت أداتا الهدف المتمثل في أن تصبح العلامة تجارية ذاكرة عالمية رائدة من خلال النزاهة والكفاءة المهنية، وهذا المثل أدى إلى معدلات نمو قياسية وأداء متميزاً للشركات للشركة. حاليا، وخطوط المنتجات الرئيسية أداتا تتألف من الأجهزة الدرام ونوع ناندو ذاكرة فلاش، بما في ذلك وحدات الذاكرة ومحركات أقراص ذاكرة فلاش، وبطاقات الذاكرة، محركات الأقراص الصلبة ذات الحالة الصلبة ومحركات الأقراص الصلبة الخارجية.
في عام 2005، أصبحت ثاني أكبر شركة في صناعة الوحدة النمطية لذاكرة، واستمرت بالبقاء في الطليعة؛ وفقا لتؤدي تقرير أبحاث السوق العالمية للوكالة أي سابلي أيار/مايو 2010، أداتا هي ثالث أكبر مصنع في العالم لمنتجات ذاكرة فلاش.

## الصناعات والمنتوجات
- محركات الأقراص الصلبة SSD
- أقراص يو إس بي المحمولة "USB Flash Drives"
- ذاكرات التخزين الخارجي "External Storage"
- بطاقات الذاكرة Micro SD
- ذاكرة الوصول العشوائي "ذاكرة الوصول العشوائي"
- بنوك الطاقة
- اكسسوارات الجوال

## الجوائز
من خلال الابتكار المستمر وتطوير المنتجات التي تتجاوز توقعات العملاء، لقد فازت أداتا العديد من أكبر الجوائز المعترف بها دوليا منها :
- مدالية فضية لتميز في تايوان .
- ز-مارك اليابان (جائزة التصميم الجيد).
- جائزة الابتكارات في المجال الاقتصادي الموحد في الولايات المتحدة.
- جائزة التصميم نقطة حمراء في ألمانيا.